# エドゥアルト・ハイネ

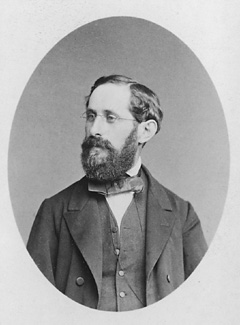
Heinrich Eduard Heine

エドゥアルト・ハイネ（Heinrich Eduard Heine , 1821年3月16日 - 1881年10月21日）はドイツ・ベルリン生まれの数学者。ワイエルシュトラスの弟子。1856年からハレ大学で教授を務めた。